# Trichocladus grandiflorus
Trichocladus grandiflorus är en trollhasselart som beskrevs av Daniel Oliver. Trichocladus grandiflorus ingår i släktet Trichocladus och familjen trollhasselfamiljen. Inga underarter finns listade i Catalogue of Life.

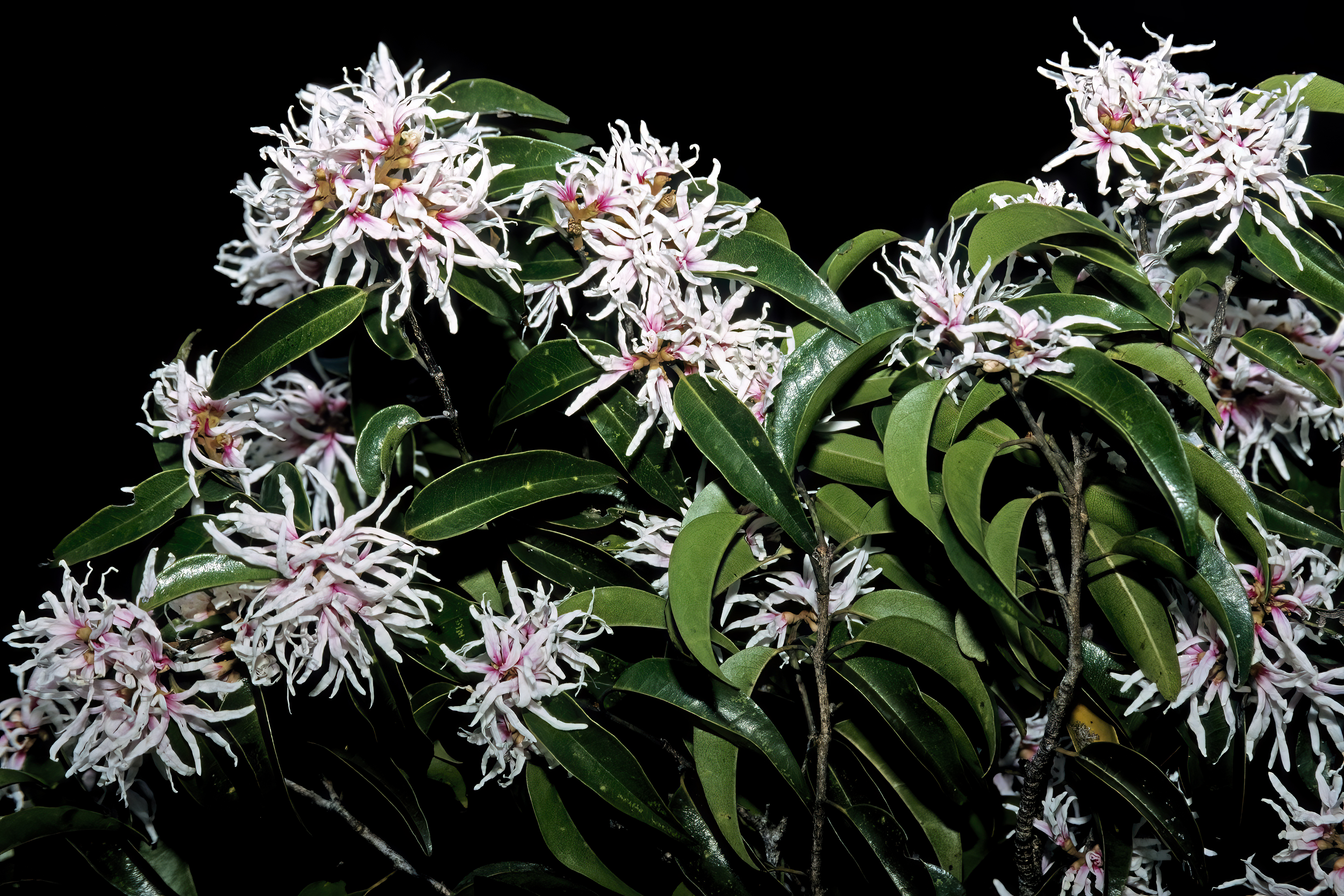
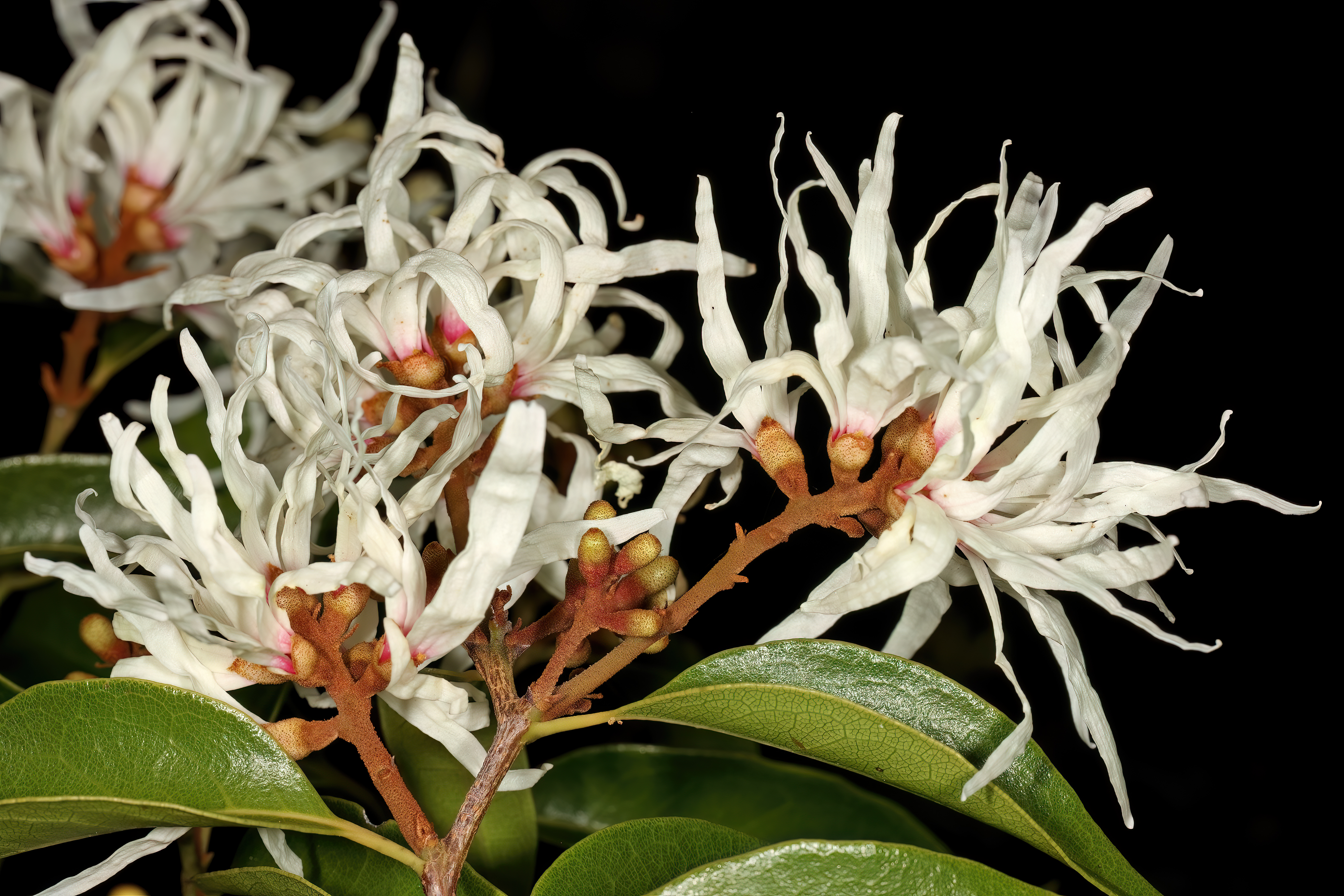